# ソルガ (小惑星)

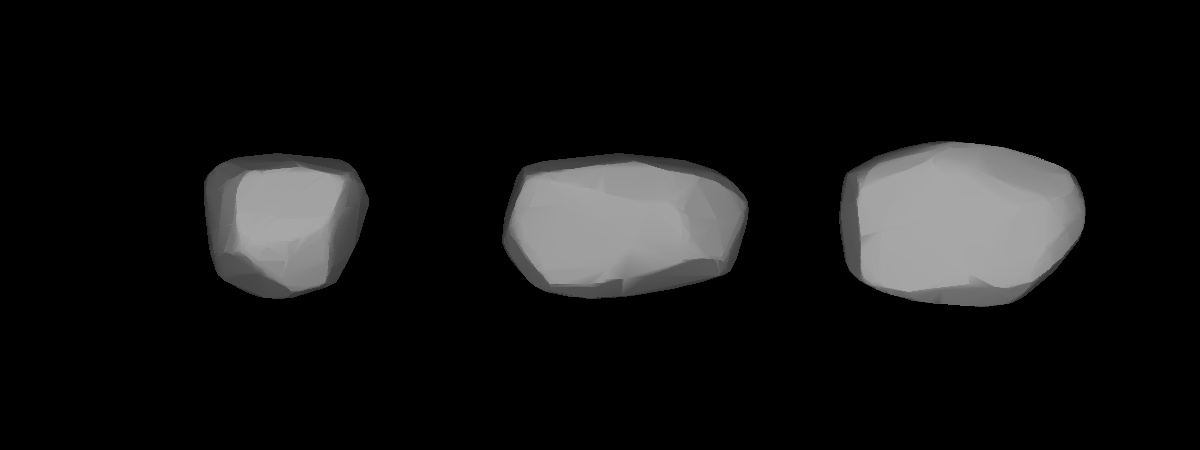
3Dモデル

ソルガ (731 Sorga) は小惑星帯に位置するやや大きめの小惑星である。1912年4月15日、ハイデルベルクのケーニッヒシュトゥール天文台でアダム・マシンガーが発見した。
インドネシア語で天国を意味する「スルガ (Surga)」に因んで名付けられた。